# ABCD : Tout le monde peut danser
 (octobre 2024).
Le contenu est difficilement compréhensible vu les erreurs de traduction, qui sont peut-être dues à l'utilisation d'un logiciel de traduction automatique.
Série
ABCD 2
(2015)
Pour plus de détails, voir Fiche technique et Distribution.
ABCD : Tout le monde peut danser (Anglais : ABCD: Anybody Can Dance) est un film dramatique de danse indien en langue hindi de 2013 réalisé et chorégraphié par le chorégraphe Remo D'Souza et produit par Ronnie Screwvala et Siddharth Roy Kapur sous UTV Spotboy Motion Pictures. Le film met en vedette Prabhu Deva dans le rôle principal aux côtés de Ganesh Acharya et Kay Kay Menon. Les participants à Dance India Dance apparaissent dans des rôles secondaires. En plus des versions doublées en tamoul et en télougou intitulées respectivement Aadalam Boys Chinnatha Dance et ABCD, le film, réalisé avec un budget compris entre 120 Rs millions et 420 millions,, est sorti dans le monde entier en 3D le 8 février 2013 et a reçu des critiques majoritairement positives.
Une suite, ABCD 2 est sortie le 19 juin 2015.

## Synopsis
Vishnu, chorégraphe de la Jehangir Dance Company (JDC), quitte son poste après un désaccord. Il décide de créer son propre groupe, le Dhongri Dance Revolution (DDR), pour préparer des danseurs talentueux mais indisciplinés à concourir dans Dance Dil Se. Chandu, un toxicomane talentueux, Shaina, danseuse de bar, et Rhea, ancienne star de la JDC ayant quitté le groupe après une agression sexuelle par Jehangir, rejoignent la compagnie.

### Dénouement et révélations finales
Les conflits internes persistent, mais les élèves progressent. Lors des auditions de Dance Dil Se, Jehangir persuade les juges de prendre DDR comme “clowns”. Vishnu impose un exercice de confiance à Rocky et D, qu’ils réussissent finalement, unissant le groupe. Avant les demi-finales, Chandu est tué par un camion, laissant l’équipe dévastée. Shaina devient la pièce maîtresse de la routine de demi-finale. Mayur, tenté par une offre de Jehangir, trahit DDR. Face à la défaite, DDR improvise une routine sur Ganesh, rappelant à Jehangir son amitié avec Vishnu et remporte la compétition.

## Distribution
- Prabhu Deva : Vishnu
- Ganesh Acharya : Gopi
- Kay Kay Menon : Jehangir Khan
- Salman Yusuff Khan : Rocky
- Dharmesh Yelande : Danish "D" Qureshi
- Lauren Gottlieb : Rhea
- Punit Pathak : Chandu
- Noorin Shah : Shaina
- Vrushali Chavan : Vrushali
- Bhavana Khanduja : Bhavana
- Paulson Thomas : Pauli
- Prince R Gupta : Biscuit
- Mayuresh Wadkar : Mayur
- Tushar Kalia : un danseur à JDC
- Rahul Shetty : Rahul
- Sushant Pujari : Sushi
- Milind Wagh : Afzal Qureshi, le père de D
- Pankaj Tripathi : Vardha Bhai
- Mario Fernando Aguilera : Chris
- Saajan Singh
- Mohena Singh : danseur de compétition au début du film
- Kishore Aman Shetty
- Karishma Chavan
- Jayant Gadekar : policier
- Saroj Khan dans Psycho Re
- Remo D'Souza dans Psycho Re
- Manish Paul : hôte de Dance Dil Se
- Prayas Choudhary : garçons de Ghungroo
- Sanjay Gurbaxani : Channel Head
- Sajjad Haqi :: Sajjad

### Billetterie
ABCD a ouvert en Inde à Rs 45 millions nets le premier jour. Il a collecté environ Rs 195 millions nets au box-office national dès le premier week-end. À la fin de sa première semaine, le film a rapporté plus de 312 millions nets  Le film a rapporté 425 000 $ à l'étranger lors de son premier week-end.

## Bande sonore
La musique du film a été réalisée par le duo de compositeurs Sachin–Jigar . Toutes les chansons ont été écrites par Mayur Puri à l'exception de Man Basiyo Saanwariyo qui avait des paroles de Priya Panchal.
Bien que la chanson « Sun Saathiya » ait été jouée en version scratch dans le film, elle a été réutilisée dans la suite à la demande générale et est officiellement devenue une partie de sa bande-son à thème musical.

## Suite
Le film a donné naissance à une suite intitulée ABCD 2 , sortie le 19 juin 2015.